# 柳生新陰流

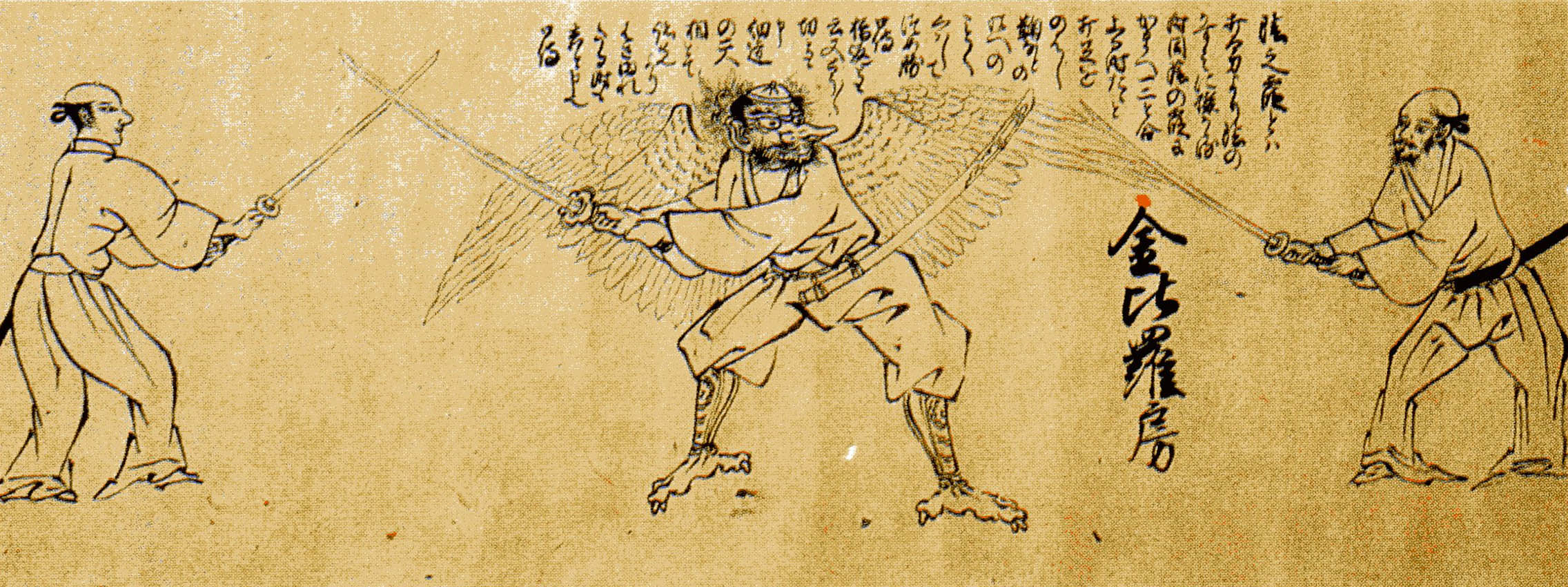
新陰流兵法目錄事/寶山寺所藏

柳生新陰流（やぎゅうしんかげりゅう），又稱柳生新影流（柳生新影流）、柳生流（柳生流），是柳生宗嚴繼承新陰流以後所發展的劍術流派。正式的流儀名是新陰流。

## 概要
柳生宗嚴以一年時間完成了新陰流開山始祖上泉信綱的課題，研究出「無刀取」而獲得了上泉信綱所授予的「一國一人印可」，正式繼承新陰流。
柳生氏所傳承的新陰流，以柳生新陰流之名廣為流傳，但柳生氏的新陰流並未從新陰流分派，流派名也未變更。武道學上，為了區分上泉伊勢守和柳生氏傳承的內容差異、或柳生氏的系統和以外的新陰流的差異，而有分別使用「新陰流」和「柳生新陰流」的狀況。
繼柳生宗嚴之後，分派成為五男柳生宗矩的江戶柳生和孫柳生利嚴（宗嚴嫡子柳生嚴勝之次男）的尾張柳生。另外，柳生宗嚴的時代也有大和柳生。
江戶柳生有柳生三嚴（柳生十兵衛）、尾張柳生有柳生嚴包（柳生連也齋）等天才劍士輩出。

## 歷史

### 明治之後
明治之後，1913年（大正2年），尾張藩最後的兵法師範第十九世柳生嚴周和長男柳生嚴長（後之第二十世）出仕宮內省濟寧館，在皇宮警察傳授新陰流。
柳生嚴長將新陰流的據點由名古屋轉移東京，歷任近衛供奉將校團師範、武德會全國各府縣中央講習會講師等。
現在，名古屋傳的柳生新陰流有「新陰流兵法轉會」、「柳生會」和「春風館」等系統存在。
而在江戶初期，由柳生宗矩所傳出的江戶柳生，至昭和時代還有福岡、四國德島等系統，德島的傳人到今日仍有傳承，而福岡一脈就以西國柳生新影流之名廣傳到廣島等地方。

## 關連項目
- 柳生流
- 柳生藩
- 柳生心眼流
- 小栗流
- 兵法家傳書 (柳生宗矩)

## 外部連結
- 新陰流兵法転会 （页面存档备份，存于）
- 柳生新陰流公式ホームページ （页面存档备份，存于）（尾張柳生家）
- 荒木堂 （页面存档备份，存于）（十九世、二十世に師事した大坪指方伝を併伝）
- 柳生新陰流兵法 二蓋笠会 （页面存档备份，存于）
- 柳生劍法許状 寶山寺所蔵 （页面存档备份，存于）
- 柳生ドットコム（奈良柳生街道・柳生の里） （页面存档备份，存于）